# Джоан Фосетт
Джоан Мері Фоссет (19 квітня 1937 — 16 серпня 2015) — канадський політик, член Ліберальної партії Онтаріо. Була депутатом парламенту Онтаріо з 1987 по 1995 рік, представляла східну частину Онтаріо.

## Освіта
Фоссет отримала освіту в учительському коледжі Оттави та університеті Квін у Кінгстоні. Вона працювала викладачем після його закінчення. Вони зі своїм чоловіком Робертом виховували трьох дітей.

## Політика
До своєї кар'єри в провінції Фосетт служила наглядачем Колборн, графство Нортумберленд, Онтаріо .
Вона балотувалася в законодавчий орган провінції Онтаріо в провінційних виборах 1985 року, але програла Прогресивно — консервативній партії Говарда Шеппарта на менш ніж 2000 голосів. На виборах у провінції 1987 року вона перемогла.
Фоссет була призначена заступником уряду Віп, обіймала посаду голови ліберальної сільської депутати з 1988 по 1990 рік і була призначена помічником парламенту міністра розвитку навичок у 1989 році.
Ліберали зазнали поразки від Демократичної партії на провінційних виборах 1990 року . Хоча ліберали втратили багато своїх крайових місць на цих виборах, Фоссет була переобраною за кандидата прогресивних консерваторів Ангеса Рід 1094 голосами; кандидатів від НДП було близько третини. З 1990 по 1992 рік Фоссет працювала на посаді голови колегії її партії, займаючи різні критичні позиції.
Фосетт пішла з політики і переїхала на острів Хоу разом із чоловіком і померла у Кобургу, Онтаріо 16 серпня 2015 року в лікарні Нортумберленд-Хіллз у віці 78 років від масивного інсульту. У неї залишилися троє дітей і сестра.